# Julio de la Piedra
Julio de la Piedra del Castillo (Chiclayo, 28 de agosto de 1896-Lima, 6 de febrero de 1984) fue un hacendado y político peruano. Dirigente de la Unión Nacional Odriísta, partido político fundado en torno a la figura del general Manuel A. Odría. Fue presidente del Senado (1952-1954 y 1963-1964). 

## Biografía
Perteneciente a una próspera familia asentada en el departamento de Lambayeque, nació en Chiclayo. Sus padres fueron Ricardo de la Piedra y Rosalía del Castillo. Su hermano Enrique de la Piedra fue presidente del Senado y ministro de Hacienda durante el Oncenio de Augusto B. Leguía.
Cursó sus estudios escolares en el Colegio Nacional de San José de Chiclayo y luego ingresó a la Universidad Mayor de San Marcos donde siguió Ciencias Políticas y Administrativas. Sin haber culminado sus estudios, decidió retornar a su tierra natal para encargarse de la negociación agrícola Pomalca, el próspero negocio azucarero de su familia. Se consagró a mejorar e industrializar su producción.
En las elecciones generales de 1945 fue elegido senador por Lambayeque. En el ejercicio de su función parlamentaria se destacó por su exigencia a que se retirara la base aérea estadounidense instalada en Piura, que se mantenía pese al fin de la Segunda Guerra Mundial. Perteneció al grupo de parlamentarios que respaldaron al gobierno constitucional del presidente José Luis Bustamante y Rivero en su lucha por contener la extremada oposición de los apristas. La crisis política, agravada por la crisis económica, originó el golpe de Estado de 1948 encabezado por el general Manuel A. Odría, que dio inicio a un gobierno dictatorial conocido como el Ochenio.
En 1950 fue reelegido como senador, esta vez como miembro del grupo de partidarios de Odría, quien fue ungido presidente constitucional en ese mismo año, tras unas controvertidas elecciones. Fue vicepresidente del Senado (1950-1951) y luego su presidente (1952-1953). Fue también presidente de la Comisión de Presupuesto (1950 y 1951). Se contó entre los fundadores de la Unión Nacional Odriista (UNO), partido político creado para respaldar a Odría.
Estuvo en el grupo de amigos del presidente Odría a quien obsequiaron una casa de campo situada en Monterrico (distrito de Santiago de Surco, en Lima), rodeada de un terreno de 60 000 metros cuadrados. En esa residencia se realizó el llamado Pacto de Monterrico (1956), entre el presidente Odría y el candidato a la presidencia Manuel Prado Ugarteche (que ya contaba entonces con el respaldo del aprismo y era el favorito de las elecciones de 1956), mediante el cual Odría garantizaba el traspaso del poder a cambio de que el nuevo gobierno no abriera ningún investigación sobre la corrupción habida durante el Ochenio.
En 1962 postuló nuevamente para senador, esta vez por Lima, pero debido al golpe de Estado de ese año, se anularon las elecciones y se convocaron a otras. En estas nuevas elecciones generales, realizadas en 1963, ganó la senaduría por el departamento de Lima. Fue nombrado presidente del Senado (y por tanto, del Congreso), y en tal calidad, al inaugurarse el primer gobierno del arquitecto Fernando Belaúnde Terry, el 28 de julio de 1963, le correspondió entregar la banda presidencial a dicho mandatario. Fue en este periodo cuando se forjó la alianza aprista-odriísta (Coalición APRA + UNO), para controlar el parlamento y dejar en minoría al partido gobiernista, Acción Popular, que estaba aliado con la Democracia Cristiana (Alianza AP + DC).
En 1967 resultó nuevamente elegido presidente del Senado, pero al producirse una crisis institucional que amenazaba con paralizar al Congreso, se vio obligado a renunciar.
El 13 de abril de 1968 se separó de la UNO y, junto con algunos ex odriístas, fundó el Partido Social Demócrata Nacionalista. Pero en octubre de ese año se produjo el golpe de Estado del general Juan Velasco Alvarado, quedando suspendida la democracia parlamentaria, la misma que no retornaría sino hasta 1980. Julio de la Piedra, ya retirado de la política, falleció en 1984.